# 隱藏檔案或隱藏目錄
在電腦運算中，一個隱藏的資料夾 （或隱藏的目錄） 或隱藏的檔案是一個資料夾在檔案顯示於目錄的清單時的一些不顯示檔案系統和應用程式的預設情況。它們通常用於儲存使用者的首個選項或保留一個應用程式的狀態和通過使用各種應用程式隱蔽地創建的。它們不是一種安全機制，因為其進入不受限制 ─ 通常它隱藏的大多是目錄而不是使用者隱藏了直接創建的內容的清單目錄。

## Unix和類Unix系統的情況
在類Unix操作系統中，任何檔案或資料夾會以點字（. ）作為開頭（例如：/home/user/.config ），通常稱為點文件，即是視為隱藏的文件，也就是ls，除非使用了-a標誌（則LS -a），否則ls命令不會令它們顯示。在大多數命令列的殼層中，通配符與以.作為開頭的檔案並不匹配，除非通配符本身始於一個明確的.(雖然這有時可配置，例如：在bash中的dotglob選項）。

### Android
Android操作系统中用空的 .nomedia 文件表示智能手机应用不应该显示和包含该文件夹中的内容。.nomedia 文件并不作用于文件系统和操作系统，需要依靠各个应用自行遵守规则。

## 磁碟作業系統和Microsoft Windows
对于微软所开发的文件系统中（FAT系列、NTFS），“隐藏”是作为一个文件系统元数据的，通过在文件属性窗口或通过attrib命令对文件或文件夹设置，在DOS环境中使用dir查看文件列表时必须要附加-A H才能查看到隐藏文件，而在檔案總管中，默认也是不显示隐藏文件，需要在“文件夹选项”的“查看”选项页中，启用“显示所有文件和文件夹”才能查看。
另外，还有一个文件属性为“系统”，类似“隐藏”的功能，但是被微软操作系统用于标记其系统文件，该属性功能即使是按照前述的显示隐藏文件（文件夹）的设置也不会被显示，需要在DOS环境中使用dir查看文件列表时必须要附加-A S，或在檔案總管中，在“文件夹选项”的“查看”选项页中，启用“显示系统文件夹”或取消“隐藏所保护的操作系统文件”才能查看。